# Pedro Gil Gómez
Pedro Gil Gómez (Esplugues de Llobregat, 26 aprile 1980) è un ex hockeista su pista spagnolo.
È considerato uno dei migliori giocatori di tutti i tempi.

## Caratteristiche tecniche
Si distingue per la sua grande velocità ed agilità, che sommate alla tecnica raffinata ed al "fiuto del goal" lo hanno portato ad esser considerato uno dei migliori attaccanti a livello mondiale, tanto da attirare l'interesse mediatico della CNN e del settimanale Sportweek, solitamente poco attratti dallo sport rotellistico.

## Carriera
Inizia la sua carriera all'età di quattro anni: la casa dove abita la famiglia Gil è situata di fronte alla pista del Club Esportiu Noia, e "Pedrito", assieme al fratello, si appassiona subito alle rotelle, decidendo di iscriversi ai corsi di avviamento; trascorre qui tutte le giovanili, dimostrando il suo talento tanto da guadagnarsi la maglia di titolare nella Nazionale giovanile, laureandosi campione d'Europa all'età di sedici anni.
Il debutto in prima squadra avviene sempre fra le file del Noia: l'estro dimostrato dall'atleta contribuisce alla vittoria della coppa nazionale e della Coppa CERS; nella stagione 1998-1999 veste la maglia del CP Tenerife, ma in quella successiva fa ritorno nella squadra di Sant Sadurní d'Anoia. Per la stagione 2000-2001 e quella successiva arriva il primo ingaggio dall'estero, presso i portoghesi dell'Infante de Sagres: il giovane Pedro è ormai un giocatore esperto e formato, ed il suo talento viene notato dal Porto: qui rimarrà dal 2002 al 2007, vincendo 5 campionati e 2 coppe del Portogallo. Con la Nazionale Senior l'esordio è avvenuto nel 1999, conquistando fino al 2007 tre mondiali e quattro europei: l'iberico si consacra come uno degli attaccanti più forti a livello mondiale. Nell'estate di quell'anno fa ritorno in OkLiga, firmando per il Reus Deportiu, dove conquisterà prima il Mondiale per club e poi l'Eurolega; torna al Porto nel 2009, vincendo altri due campionati nazionali. Con la selezione Nazionale intanto, ha conquistato altri tre mondiali ed altrettanti europei.
Nonostante egli sia catalano, da sempre è tifoso del Real Madrid ed amico del portiere Iker Casillas: per celebrare la vittoria del quinto mondiale consecutivo, impresa mai riuscita ad alcuna Nazionale rotellistica, Pedro Gil viene chiamato per il "Saque de Honor" (batterà simbolicamente il calcio d'inizio) nella partita di Liga Real Madrid-Villarreal Club de Fútbol. Gli viene inoltre assegnato l'Ordine reale del merito sportivo.
Convinto che la chiave del miglioramento sia affrontare sempre nuove sfide, nella stagione 2012-2013 decide di affrontare il campionato italiano con i colori dell'Hockey Valdagno, attratto dal calore dei tifosi e dalla passione cittadina per le rotelle: la stagione comincia con la vittoria in Supercoppa Italiana, Coppa Italia e si concluderà con la vittoria dello scudetto.
Nell'estate del 2013 viene contattato dall'Hockey Club Forte dei Marmi, intenzionato a mettere in piedi una compagine competitiva sia sul fronte nazionale che su quello europeo: l'iberico crede nel progetto, e si trasferisce quindi nel club versiliese.
Durante la permanenza in Italia, gli impegni con la Nazionale vedono Pedro trionfare sia in campo europeo (Paredes, 2012) che in campo mondiale (Luanda e Namibe, 2013): con i 7 Europei ed i 6 Mondiali vinti, egli raggiunge un record mai eguagliato prima.
Nel maggio 2014 con il Forte dei Marmi vince il suo secondo scudetto e nel 2015 centra il tris contribuendo al secondo scudetto del club versiliese. Anche il 2016 porta a Pedro Gil ed all' Hockey Forte dei Marmi lo scudetto, 4 ° titolo italiano per il fuoriclasse spagnolo e 3° consecutivo per il sodalizio versiliese.

## Palmarès

### Club

#### Titoli nazionali
- Coppa del Re: 1

Noia: 1998
- Campionato portoghese: 9

Porto: 2002-2003, 2003-2004, 2004-2005, 2005-2006, 2006-2007, 2009-2010, 2010-2011
Sporting CP: 2017-2018, 2020-2021
- Coppa del Portogallo: 2

Porto: 2004-2005, 2005-2006
- Supercoppa del Portogallo: 4

Porto: 2005, 2006, 2009, 2011
- Campionato italiano: 5

Valdagno: 2012-2013
Forte dei Marmi: 2013-2014, 2014-2015, 2015-2016, 2023-2024
- Coppa Italia: 2

Valdagno: 2012-2013
Forte dei Marmi: 2023-2024
- Supercoppa italiana: 3

Valdagno: 2012
Forte dei Marmi: 2014, 2021
- Elite Cup: 2

Sporting CP: 2016, 2018

#### Titoli internazionali
- Coppa CERS/WSE: 1

Noia: 1997-1998
- CERH European League: 3

Reus Deportiu: 2008-2009
Sporting CP: 2018-2019, 2020-2021
- Coppa del Mondo per club: 1

Reus Deportiu: 2008
- Supercoppa d'Europa/Coppa Continentale: 2

Sporting CP: 2019-2020, 2021-2022

### Nazionale
- Campionato mondiale: 6

San Juan 2001, San Jose 2005, Montreux 2007, Vigo 2009, San Juan 2011, Angola 2013
- Campionato europeo: 7

Wimms 2000, Firenze 2002, Roche-sur-Yon 2004, Monza 2006, Oviedo 2008, Wuppertal 2010, Paredes 2012
- Coppa delle Nazioni: 3

2003, 2005, 2007

### Individuale
- Capocannoniere della Serie A/A1 (Stecca d'oro): 1

Marzotto Valdagno: 2012-2013 (60 gol)

## Onorificenze
| Riconoscimento                                    | Anno |
| ------------------------------------------------- | ---- |
| Medaglia d'Oro - Ordine Reale del Merito Sportivo | 2011 |